# آنتی سارپو
آنتی سارپو (استونیایی: Anti Saarepuu؛ زادهٔ ۲۶ مارس ۱۹۸۳) اسکی‌باز صحرانوردی اهل استونی است.
وی در بازی‌های المپیک زمستانی ۲۰۰۶ و بازی‌های المپیک زمستانی ۲۰۱۰ شرکت کرده‌است.